# Ávila (Familienname)
Ávila, Avila oder d’Ávila ist ein Familienname, der vor allem im spanischen und portugiesischen Sprachraum vorkommt.

## Namensträger
- Affonso Ávila (1928–2012), brasilianischer Schriftsteller
- Agustín Castilla-Ávila (* 1974), spanischer Komponist
- Alfredo Ávila (* 1991), mexikanischer Squashspieler
- Andrea Ávila (* 1970), argentinische Weitspringerin
- António José de Ávila (1806–1881), portugiesischer Politiker
- Antony de Ávila (* 1962), kolumbianischer Fußballspieler
- Artur Ávila (* 1979), brasilianischer Mathematiker
- Arturo Ramón Ávila (1885–1951), salvadorianische Politiker
- Bonifacio Ávila (* 1950), kolumbianischer Boxer
- Carlos Ávila (* 1964), argentinischer Geistlicher
- Carlos De Ávila (* 1954), uruguayischer Fußballspieler
- Carlos Lobo de Ávila (1860–1895), portugiesischer Aristokrat, Journalist und Politiker
- Ceiber Ávila (* 1989), kolumbianischer Boxer
- Danny Ávila (* 1995), spanischer DJ
- Edwin Ávila (* 1989), kolumbianischer Radrennfahrer
- Eliécer Ávila (* 1985), kubanischer Informatiker und Dissident
- Enrique Ávila (1930–2017), spanischer Schauspieler
- Epaminondas Nunes de Ávila e Silva (1869–1935), brasilianischer Geistlicher, Bischof von Taubaté
- Eric Avila (* 1987), US-amerikanischer Fußballspieler
- Eulalio Ávila (* 1941), mexikanischer Basketballspieler
- Ezequiel Ávila (* 1994), argentinischer Fußballspieler
- Fernando Ávila (Regisseur) (1955–2016), portugiesischer Filmregisseur und Produzent
- Fernando Ávila (Volleyballspieler) (Fernandão; * 1955), brasilianischer Volleyballspieler
- Fernando Bastos de Ávila (1918–2010), brasilianischer Ordensgeistlicher und Schriftsteller
- Fernando Dias de Ávila-Pires (* 1933), brasilianischer Zoologe
- Francisco de Ávila (Jesuit) (1519–1601), spanischer Jesuit und Theologe
- Francisco de Ávila (1548–1606), spanischer Inquisitor und Kardinal, siehe Francisco Dávila y Guzmán
- Francisco de Ávila (Priester) (1573–1647), peruanischer Priester
- Geraldo do Espírito Santo Ávila (1929–2005), brasilianischer Geistlicher, Militärerzbischof von Brasilien
- Geraldo Severo de Souza Ávila (1933–2010), brasilianischer Mathematiker und Hochschullehrer
- Gianni Avila, belizische Diplomatin
- Guillermo Ávila (* 1960), bolivianischer Skirennläufer
- Gustavo Bryan Ávila (* 1997), kubanischer Volleyballspieler
- Héctor Ávila (* 1972), dominikanischer Boxer
- Isabella Avila (* 1999), US-amerikanische TikTokerin, siehe OnlyJayus
- Ismael Ávila (* 1949), mexikanischer Geher
- Ignacio Ávila (1910–1980), mexikanischer Fußballspieler und -trainer
- Ignacio Ávila (Zoologe) (* 1971), paraguayischer Herpetologe
- Jorge Mario Ávila del Águila (1924–2008), guatemaltekischer Geistlicher, Bischof von Jalapa
- Juan de Ávila (Johannes von Avila, Apostel von Andalusien; 1499/1500–1569), Prediger und Autor
- Juan Carlos Ávila (* 1973), kolumbianischer Politiker
- Juan Enrique Avila (1892–1968), salvadorianischer Schriftsteller
- Juan Tomás Ávila Laurel (* 1966), Schriftsteller aus Äquatorialguinea
- Julian Schmitz-Avila (* 1986), deutscher Kunst- und Antiquitätenhändler und Auktionator
- Luciano Javier Ávila (* 1965), argentinischer Herpetologe
- Luis Ávila (* 1948), panamaischer Boxer
- Luis Avila Sanchez (* 2005), deutscher Wasserspringer
- Luis de Ávila y Zúñiga (um 1504–1573), spanischer Diplomat, General und Geschichtsschreiber
- Manuel Ávila Camacho (1897–1955), mexikanischer Politiker, Staatspräsident 1940 bis 1946
- Manuela d’Ávila (* 1981), brasilianische Politikerin
- Marcos Ávila (* 1983), chilenischer Fußballspieler
- María de Ávila (1920–2014), spanische Tänzerin
- Mauricio Ávila (* 1973), guatemaltekischer Boxer
- Maximino Ávila Camacho (1891–1945), mexikanischer Militär und Politiker
- Miguel Delgado Ávila (1929–2008),  venezolanischer Geistlicher, Bischof von Barcelona
- Moisés Ávila (* 1974), chilenischer Fußballspieler
- Neus Ávila Bonastre (* 1971), spanische Tennisspielerin
- Norberto Ávila (1936–2022), portugiesischer Dramatiker, Romancier, Lyriker und Übersetzer
- Orlando Bosch Ávila (1926–2011), kubanischer Terrorist
- Paula García Ávila (* 1992), spanische Handballspielerin
- Régis Ávila (* 1962), brasilianischer Fechter
- Renata Ávila Pinto (* 1981), guatemaltekische Rechtsanwältin und Aktivistin für Digital Rights
- Ricardo Ávila, panamaischer Fußballspieler
- Robson Waldemar Ávila (* 1978), brasilianischer Herpetologe
- Rodrigo Ávila (* 1964), salvadorianischer Politiker
- Rubén González Ávila, kubanischer Gitarrist und Musikpädagoge
- Sancho d’Avila (1523–1583), spanischer General
- Sandra Ávila Beltrán (* 1960), mexikanische Drogenbaronin
- Sergio Ávila (* 1985), mexikanischer Fußballspieler
- Teresa von Ávila (Teresa Sánchez de Cepeda y Ahumada; 1515–1582), spanische Mystikerin, Kirchenlehrerin und Heilige
- Teresa C. S. Ávila-Pires (* 1955), brasilianische Herpetologin
- William Ávila (* 1956), costa-ricanischer Fußballspieler